# 高雄市立美濃國民中學
高雄市立美濃國民中學，簡稱美濃國中，是位於高雄市美濃區的一間國民中學，以辦學客家傳承為特色，近年來培育客家戲劇表演團隊，多次登臺演出、獲得獎項。

## 沿革
- 1946年（民國35年）10月：經核准設立，並於同年11月23日正式創校，定名為「高雄縣立美濃初級中學」，由林恩貴擔任首任校長，首屆招收四班新生，課程暫借美濃國小教室進行。
- 1948年（民國37年）3月：校長一職由蕭富郎接任。
- 1956年（民國45年）8月：設立六龜分部，並於1958年（民國47年）11月獨立設校。
- 1959年（民國48年）12月：蕭富郎校長退休，楊志華接任校長職務。
- 1965年（民國54年）8月：設立南隆分部，於1968年（民國57年）2月獨立設校。
- 1968年（民國57年）8月1日：學校更名為「高雄縣立美濃國民中學」。
- 1969年（民國58年）9月：楊志華校長調任臺北縣汐止國中，由錢金濤接任。
- 1971年（民國60年）8月：設立龍肚國中分部，並於1974年（民國63年）8月獨立設校。
- 1975年（民國64年）8月：錢金濤校長調任鳳西國中，由趙連奎接任校長。
- 1980年（民國69年）9月：趙連奎校長調任橋頭國中，由林炳英接任。
- 1985年（民國74年）12月：林炳英校長調任文山國中，由李耀春接任。
- 1990年（民國79年）8月：李耀春校長調任仁武國中，由涂新生接任。
- 1992年（民國81年）9月：涂新生校長調任文山國中，由林炳英復任校長。
- 1998年（民國87年）8月1日：林炳英校長榮退，由三民國中小學校長許吉堆接任。
- 2002年（民國91年）2月1日：許吉堆校長調任嘉義啟智學校，由教務主任林明宏暫代校長職務。
- 2002年（民國91年）8月1日：劉盛賢校長到任。
- 2005年（民國94年）8月1日：劉盛賢校長榮退，由柯智焰接任。
- 2010年（民國99年）12月25日：因應縣市合併改制，校名變更為「高雄市立美濃國民中學」。
- 2012年（民國101年）8月1日：柯智焰校長調任大義國中，由鄭志昇接任。
- 2019年（民國108年）8月1日：鄭志昇校長調任明華國中，由利文鳳接任校長。[2]

## 歷任校長
| 任期                  | 校長           |
| --------------------- | -------------- |
| 1946年10月－1948年2月 | 林恩貴         |
| 1948年2月－1959年7月  | 蕭富郎         |
| 1959年8月－1969年7月  | 楊志華         |
| 1969年8月－1975年7月  | 錢金濤         |
| 1975年8月－1980年7月  | 趙連奎         |
| 1980年8月－1985年12月 | 林炳英         |
| 1985年12月－1990年7月 | 李耀春         |
| 1990年8月－1992年7月  | 涂新生         |
| 1992年8月－1998年7月  | 林炳英         |
| 1998年8月－2002年2月  | 許吉堆         |
| 2002年2月－2002年7月  | 林明宏（代理） |
| 2002年8月－2005年7月  | 劉盛賢         |
| 2005年8月－2011年7月  | 柯智焰         |
| 2011年8月－2019年7月  | 鄭志昇         |
| 2019年8月－           | 利文鳳         |

## 校友
- 台肥公司董事長鍾榮吉
- 現任立委鍾紹和
- 前縣議員張乾德（現行政院顧問）
- 現任市議員李鴻鈞
- 前美濃鎮長羅建德
- 中山大學校長楊弘敦
- 前客委會主委李永得
- 棒球教練徐生明[3]

## 社團
- 八音社
- 吉他社
- 羽球社
- 美術社
- 桌球社
- 棒球社
- 童軍社
- 賞鳥社
- 籃球社
- 魔術社[4]

## 附註
1. ↑  .   [2019-08-04]. （原始内容存档于2019-11-28）.
2. ↑  .   [2021-07-25]. （原始内容存档于2021-07-25）.
3. ↑  . www.nsysu.edu.tw.   [2018-10-01]. （原始内容存档于2018-10-01）.
4. ↑  高雄市立美濃國中108學年度學校課程計畫